# Le Conservateur littéraire
Pour les articles homonymes, voir Le Conservateur (homonymie) et Conservateur.
Le Conservateur littéraire est une revue littéraire fondée en 1819 par les frères Abel, Eugène et Victor Hugo, elle exprime le point de vue de l'aile ultra-royaliste des écrivains romantiques (Hugo, Lamartine, Alfred de Vigny, Alexandre Soumet...).
La revue disparaît rapidement et plusieurs romantiques deviennent libéraux à partir de 1827 (date de la préface de Cromwell de Victor Hugo).
Le Conservateur littéraire sur Gallica